# Lithargyrus
Lithargyrus is een kevergeslacht uit de familie van de boktorren (Cerambycidae). De wetenschappelijke naam van het geslacht werd voor het eerst geldig gepubliceerd in 1974 door Martins & Monné.

## Soorten
Lithargyrus omvat de volgende soorten:
- Lithargyrus guadeloupensis (Villiers, 1980)
- Lithargyrus melzeri Martins & Monné, 1974